# Selección femenina de balonmano de Dinamarca
La selección femenina de balonmano de Dinamarca es el equipo de balonmano que representa a Dinamarca en la competiciones de selecciones nacionales femeninas. Es una de las potencias mundiales de la disciplina.

## Resultados
Ganó el Campeonato Mundial de Balonmano Femenino de 1997, resultó segunda en 1962 y 1993, tercera en 1995, 2013 y 2021, cuarta en 2001, 2005 y 2011, y quinta en 1957, 1965 y 2009. También ha logrado la medalla de oro en los Juegos Olímpicos de 1996, 2000 y 2004.
En el Campeonato Europeo de Balonmano Femenino, la selección de Dinamarca acabó primera en 1994, 1996 y 2002, segunda en 1998 y 2004, cuarta en 2010 y quinta en 2012.
Algunas jugadoras destacadas recientemente en la selección de Dinamarca han sido Susan Thorsgaard, Camilla Dalby, Pernille Larsen, Ann Grete Nørgaard,  Line Jørgensen.

## Plantillas medallistas en Juegos Olímpicos

### 01!Atlanta 1996
En Atlanta 1996, primera participación de la selección danesa en unos Juegos Olímpicos, el combinado europeo se alzó con el título tras imponerse en la final a la República de Corea. El equipo, comandado por Anja Andersen, estaba compuesto por, además de Anja, Camilla Andersen,  Heidi Astrup,  Tina Bøttzau, Marianne Florman, Conny Hamann, Anja Byrial Hansen, Anette Hoffmann, Tonje Kjærgaard, Janne Kolling, Susanne Munk Lauritsen, Gitte Madsen, Lene Rantala (que también repetía título), Gitte Sunesen, Anne Dorthe Tanderup.

### 01!Sídney 2000
Tras la retirada de Anja Andersen por sus problemas cardiacos en 1999, su liderazgo en la selección lo recogió Camilla Andersen que llevó a las Damas de Hierrode nuevo a la gloria olímpica. En Sidney 2000, Camilla estuvo acompañada por Anette Møberg, Anja Nielsen, Christina Roslyng, Janne Kolling (que repetía título), Karin Mortensen, Karen Brødsgaard, Katrine Fruelund, Lene Rantala, Lotte Kiærskou, Maja Grønbæk, Mette Vestergaard, Rikke Petersen-Schmidt, Tina Bøttzau, Tonje Kjærgaard y la propia Camilla Andersen.

### 01!Atenas 2004
En la última medalla de esta generación de oro en una gran competición, tras el europeo del 2002, volvieron a subirse en lo más alto del podio olímpico en 2004 y se convirtieron en doble campeona olímpica Karin Mortensen, Lotte Kiærskou, Rikke Petersen-Schmidt y Mette Vestergaard. El conjunto danés estaba compuesto por: Kristine Andersen, Karen Brødsgaard,  Line Daugaard,  Katrine Fruelund,  Trine Jensen, Rikke Hørlykke, Lotte Kiærskou, Henriette Mikkelsen, Karin Mortensen, Louise Bager Nørgaard,  Rikke Petersen-Schmidt, Rikke Skov, Camilla Thomsen, Josephine Touray, Mette Vestergaard.

## Última convocatoria en un gran torneo
Para los Juegos Olímpicos de Paris 2024 la selección danesa participó con:
| Convocatoria Juegos Olímpicos París 2024 | Convocatoria Juegos Olímpicos París 2024 | Convocatoria Juegos Olímpicos París 2024 | Convocatoria Juegos Olímpicos París 2024 | Convocatoria Juegos Olímpicos París 2024 | Convocatoria Juegos Olímpicos París 2024 | Convocatoria Juegos Olímpicos París 2024 |
| Núm.                                     | Nombre                                   | Pos.                                     | Nacim.                                   | Int.                                     | Goles                                    | Club                                     |
| ---------------------------------------- | ---------------------------------------- | ---------------------------------------- | ---------------------------------------- | ---------------------------------------- | ---------------------------------------- | ---------------------------------------- |
| 1                                        | Sandra Toft                              | Guardameta                               | 18 de octubre de 1989 (35 años)          | 183                                      | 2                                        | Győri ETO KC                             |
| 5                                        | Sarah Iversen                            | Pivote                                   | 10 de abril de 1990                      | 91                                       | 148                                      | Ikast Håndbold                           |
| 6                                        | Helena Elver                             | Central                                  | 1 de marzo de 1998 (27 años)             | 23                                       | 30                                       | Odense Håndbold                          |
| 8                                        | Anne Mette Hansen                        | Lateral                                  | 1994 de agosto del 25 (1999 años)        | 164                                      | 478                                      | Metz Handball                            |
| 10                                       | Kathrine Heindahl                        | Pivote                                   | 26 de marzo de 1992 (33 años)            | 138                                      | 277                                      | Team Esbjerg                             |
| 11                                       | Line Haugsted                            | Lateral                                  | 11 de noviembre de 1994 (30 años)        | 101                                      | 134                                      | Team Esbjerg                             |
| 16                                       | Althea Reinhardt                         | Guardameta                               | 01 de septiembre de 1996 (28 años)       | 113                                      | 0                                        | Odense Håndbold                          |
| 18                                       | Mette Tranborg                           | Lateral                                  | 1 de enero de 1996 (29 años)             | 111                                      | 261                                      | Team Esbjerg                             |
| 23                                       | Kristina Jørgensen                       | Lateral                                  | 17 de enero de 1998 (27 años)            | 113                                      | 335                                      | Metz Handball                            |
| 25                                       | Trine Østergaard                         | Extremo                                  | 17 de octubre de 1991 (33 años)          | 185                                      | 373                                      | CSM București                            |
| 27                                       | Louise Burgaard                          | Lateral                                  | 17 de octubre de 1992 (32 años)          | 177                                      | 369                                      | Odense Håndbold                          |
| 32                                       | Mie Højlund                              | Central                                  | 24 de octubre de 1997 (27 años)          | 101                                      | 197                                      | Odense Håndbold                          |
| 33                                       | Emma Friis                               | Extremo                                  | 31 de octubre de 1999 (25 años)          | 60                                       | 181                                      | CSM București                            |
| 34                                       | Rikke Iversen                            | Pivote                                   | 18 de mayo de 1993 (31 años)             | 80                                       | 121                                      | Team Esbjerg                             |